# パトリック・バチストン
パトリック・バチストン（Patrick Battiston, 1957年3月12日 - ）は、フランス出身の元同国代表サッカー選手。ポジションはディフェンダー。

## 略歴
- 1966年からユースクラブに所属。1973年、FCメスでプロキャリアをスタートさせる。その後フランス代表にも選出され3大会連続でワールドカップメンバー入りを果たした。
- 特に1982年スペイン大会では西ドイツのGKハラルト・シューマッハーと交錯し、気絶、歯2本と肋骨を折る重傷を負った[1]。1984年の欧州選手権では初優勝メンバーとなった。

## 代表歴
- 1976年 モントリオールオリンピック：ベスト8
- 1978年 FIFAワールドカップ・アルゼンチン大会：一次リーグ敗退
- 1982年 FIFAワールドカップ・スペイン大会：4位
- 1984年 UEFA欧州選手権・フランス大会：優勝
- 1986年 FIFAワールドカップ・メキシコ大会：3位

通算56試合、3得点